# Galeo Tettienus Petronianus
Galeo Tettienus Petronianus war ein im 1. Jahrhundert n. Chr. lebender römischer Politiker.
Durch ein Militärdiplom, das auf den 2. Dezember 76 datiert ist, ist belegt, dass Petronianus im Jahr 76 zusammen mit Marcus Fulvius Gillo Suffektkonsul war. Sein Bruder war Titus Tettienus Serenus, der im Jahr 81 Suffektkonsul war.